# Apopontonia tridentata
Apopontonia tridentata är en kräftdjursart som beskrevs av Bruce 1988. Apopontonia tridentata ingår i släktet Apopontonia och familjen Palaemonidae. Inga underarter finns listade i Catalogue of Life.